# Paronychia baldwinii
Paronychia baldwinii là loài thực vật có hoa thuộc họ Cẩm chướng. Loài này được (Torr. & A. Gray) Fenzl ex Walp. mô tả khoa học đầu tiên năm 1842.